# Ego (etichetta discografica)
Ego Music è un'etichetta discografica indipendente italiana che si occupa di musica dance e pop, fondata nel 2004.

## Storia
Ego è stata fondata nel 2004 da Ilario Drago (ex A&R della V2 Records e della Virgin Records) come divisione del gruppo Vae Victis, e ha quartier generale a Verbania, sul Lago Maggiore).
L'etichetta ha rapidamente acquisito una formidabile reputazione sviluppando la sua leadership sul mercati nazionale e internazionale. 
Ego è sempre stata precorritrice di nuove tendenze, con il canale YouTube EgoTV che conta oltre 1,6 milioni di iscritti e 1 miliardo di visualizzazione e si posiziona come il più seguito tra le etichette dance indipendenti. Ego è curatrice di playlist su Spotify e curatore ufficiale su Apple Music, aggiornate quotidianamente.
Ego è punto di riferimento per gli appassionati e gli artisti di musica dance ed elettronica e possiede l'agenzia editoriale Una Music Publishing.

## Artisti
La lista degli artisti include, tra gli altri: Duck Sauce, Klingande, Wankelmut, Shanguy, Ben Dj, Jenn Morel, Vijay & Sofia, Duke Dumont, Ana Tijoux, Chris Malinchak, Emma Louise, Ben Pearce, Alexandra Stan, Serebro, Dillon Francis, Max Manie, Laidback Luke, Sophie Ellis-Bextor, Elen Levon, Michel Cleis, Kris Menace, The Jezabels, Lucenzo, Spada, Stereo Palma, Steve Aoki, Armand Van Helden, Nadia Ali, Fuse ODG, Dan Black, Fatboy Slim, ZHU, Bimbo Jones, Angie B, Jean Claude Ades, Raf, Tommy Vee, Make the Girl Dance, Il Genio, Willy William.

## Risultati
I dischi pubblicati dall'etichetta hanno conquistato in diverse occasioni la vetta di classifiche nazionali e internazionali, ottenendo varie certificazioni per le vendite.
2011
- Alexandra Stan - Mr. Saxobeat (Quadruplo Platino)

2012
- Serebro - Mama Lover (Platino)
- Alexandra Stan - Lemonade (Oro)

2013
- Ben Pearce - What I Might Do (Platino)
- Wankelmut & Emma Louise - My Head is a Jungle (Doppio Platino)
- Serebro - Mi Mi Mi (Platino in Italia e Oro nei Paesi Bassi)

2014
- Klingande - Jubel (6 Platino)
- Ana Tijoux - 1977 (Oro)
- Elen Levon - Wild Child (Oro)
- ZHU - Faded (Oro)

2015
- Klingande feat. Broken Back - Riva [Restart the game] (Oro)
- Spada & Elen Levon- Cool Enough (Oro)

2016
- Sofi Tukker - Drinkee (Oro)
- Klingande ft. M22 - Somewhere New (Oro)
- Willy William - Ego (Platino)

2017
- Jenn Morel - Pónteme (Oro)
- Klingande - Losing U (Oro)
- Willy William - Ego (Platino)

2018
- Jenn Morel - Pónteme (Platino)
- Michael Calfan - Nobody Does It Better (Oro)

2019
- Klingande - Pumped Up (Oro)
- Willy William - Ego (Oro)
- Shanguy - La Louze (3 Platino)

2020
- Shanguy - King Of The Jungle (Platino)
- Shanguy - Désolée (Paris/Paname) (Doppio Platino)